# 張敬妃
敬妃張氏（けいひ ちょうし、1398年以降 - 1457年以前）は、明の洪熙帝の妃。

## 経歴
靖難の変で戦死した将軍張玉（英国公を追贈された）の孫娘。英国公張輔と妻の李氏の次女として生まれた。永楽帝の昭懿貴妃張氏は父方の叔母である。
洪熙元年（1425年）3月、敬妃に封じられた。2カ月後、洪熙帝が急死した。張敬妃は天順元年（1457年）以前に亡くなった。貞静の諡号が贈られ、金山に葬られた。

## 伝記資料
- 『英国太夫人呉氏墓志銘』[3]
- 『明仁宗実録』
- 『明英宗実録』